# Romain Jouan
Romain Jouan (* 16. července 1985, Landerneau) je francouzský profesionální tenista. Ve své dosavadní kariéře na okruhu ATP World Tour nevyhrál žádný turnaj. Na challengerech ATP a okruhu Futures získal k září 2011 čtyři tituly ve dvouhře a tři ve čtyřhře.
Na žebříčku ATP byl nejvýše ve dvouhře klasifikován v červnu 2011 na 225. místě a ve čtyřhře pak v červnu téhož roku na 207. místě. K roku 2011 jej trénoval Jean-Baptiste Perlant.

## Finále na challengerech ATP a okruhu Futures

### Dvouhra: 7 (4–3)
| Legenda           |
| ----------------- |
| Challengery (0–0) |
| Futures (4–3)     |

| Stav      | Č. | Datum             | Turnaj               | Povrch    | Soupeř ve finále    | Výsledek           |
| Finalista | 1. | 13. května 2007   | Lleida               | antuka    | Juan Albert Viloca  | 4–6, 3–6           |
| Vítěz     | 1. | 9. září 2007      | Bagnères-de-Bigorre, | tvrdý     | Xavier Audouy       | 4–6, 7–6(7–3), 6–3 |
| Vítěz     | 2. | 17. srpna 2008    | Irun,                | antuka    | Frédéric Jeanclaude | 6–3, 7–6(7–3)      |
| Vítěz     | 3. | 23. srpna 2008    | Santander            | antuka    | Alexander Jakupović | 4–6, 7–6(7–1), 6–4 |
| Finalista | 2. | 25. dubna 2010    | Grasse               | antuka    | Olivier Patience    | 3–6, 4–6           |
| Vítěz     | 4. | 11. července 2010 | Bourg-en-Bresse      | antuka    | James Lemke         | 6–2, 6–7(5–7), 6–1 |
| Finalista | 3. | 19. září 2010     | Mylhúzy              | tvrdý (h) | Clément Reix        | 3–6, 4–6           |

### Čtyřhra: vítěz 13 (3–10)
| Legenda           |
| ----------------- |
| Challengery (1–0) |
| Futures (2–10)    |

| Č. | Datum             | Turnaj          | Povrch | Spoluhráč         | Finalisté                                | Výsledek         |
| 1. | 23. srpna 2009    | San Sebastián   | antuka | Jonathan Eysseric | Pedro Clar-Rosselló Albert Ramos-Viñolas | 7–5, 6–3         |
| 2. | 11. července 2010 | Bourg-en-Bresse | antuka | Jérôme Inzerillo  | Baptiste Dupuy Clément Reix              | 7–5, 6–4         |
| 3. | 18. července 2010 | Saint-Gervais   | antuka | Jérôme Inzerillo  | Philip Bester Laurent Rochette           | 2–6, 6–4, [10–7] |